# Mr. World 1996
Mister World 1996 foi a 1ª edição do concurso de beleza masculino de Mister World. A versão masculino do concurso Miss Mundo foi realizado no dia 20 de setembro de 1996 no Istanbul City Theatre, em Istanbul, na Turquia com a presença de cinquenta (50) competidores representando seus respectivos países de origem. Sob a apresentação de Korhan Abay, Berna Laçin e do  apresentador britânico, Peter Marshall, o certame culminou com a vitória do belga Thomas Nuyens. Sob transmissão do Kanal D, o campeão foi enfaixado pela proprietária de ambos os concursos, Julia Morley, e o resultado anunciado pela primeira e penúltima vez, por Eric Morley, que posteriormente viria a falecer.

## Resultados

### Colocações
| Posição                 | País & Candidato |
| Vencedor                | - Bélgica - Thomas Nuyens |
| 2º. Lugar               | - México - Gabriel Soto |
| 3º. Lugar               | - Turquia - Karahan Çantay |
| Finalistas              | - Jamaica - Richard Nevers - Porto Rico - Paulo Meléndez                                                                                   |
| (TOP 10) Semifinalistas | - Aruba - Anthony Martínez - Indonésia - Dean Arthur Lim - Reino Unido - Simon Peat - Suécia - Johan Jelse - Tailândia - Direk Sirisamphan |

### Prêmio Especial
O concurso deu apenas um prêmio especial este ano:
| Prêmio               | País & Candidato            |
| Mister Personalidade | - Botsuana - Felix Chavaphi |

### Ordem dos Anúncios
| 1. Porto Rico 2. Bélgica 3. Tailândia 4. Aruba 5. Turquia 6. Indonésia 7. México 8. Reino Unido 9. Jamaica 10. Suécia | 1. México 2. Bélgica 3. Turquia 4. Porto Rico 5. Jamaica |  |  |

## Jurados

### Final
Ajudaram a selecionar o campeão:
1. Ivana Trump, modelo checa;
2. Ahmet Tayan, empresário têxtil;
3. Wilnelia Merced, Miss Mundo 1975;
4. Linda Pétursdóttir, Miss Mundo 1988;
5. Faruk Bayhan, diretor geral do Kanal D;
6. Eric Morley, CEO do Miss & Mister Mundo;
7. Mehmet Yilmaz, empresário televisivo;
8. Naim Süleymanoğlu, atleta olímpico;
9. Bruce Forsyth, comediante e ator;
10. Ninibeth Leal, Miss Mundo 1992;
11. Lisa Hanna, Miss Mundo 1993;

## Candidatos
Disputaram o título este ano:
| - África do Sul - Hector Coode - Alemanha - Konrad Meyer - Argentina - Orlando Proietto - Aruba - Anthony Martínez - Austrália - Brendan Leigh - Áustria - Helmut Strebl - Bélgica - Thomas Nuyens - Bolívia - Mauricío Ostria - Botsuana - Felix Chavaphi - Brasil - Thierre di Castro - Bulgária - Boyko Hristov - Canadá - Jimmy Rai - Colômbia - Franz Serrano - Croácia - Ivan Klemenčič - Eslováquia - Richard Ondrias - Eslovênia - Marko Vraničar - Espanha - José Villar | - Estados Unidos - Daniel Luján - Estônia - Andrus Raissar - Filipinas - Christopher Celis - França - Laurent Piranian - Grécia - Harry Kinatzi - Holanda - Joost Ammerlaan - Hungria - Zsolt Cséke - Indonésia - Dean Arthur Lim - Irlanda - Thomas Plewman - Israel - Zafrir Ben Zvi - Itália - Angelo D'Amelio - Iugoslávia - Slobadan Klinac - Jamaica - Richard Nevers - Letônia - Vilnis Solovjovs - Líbano - Hadi Esta - Macedônia - Gazmend Berisa - Malásia - Low Dai Wen | - México - Gabriel Soto - Noruega - Otto Thorbjørnsen - Polônia - Mariusz Trzciński - Porto Rico - Paulo Meléndez - Reino Unido - Simon Peat - República Dominicana - Juan Salvador - Rússia - Oleg Sukochenko - Singapura - Kong Hua Ng - Suazilândia - Thulani Matsebula - Suécia - Johan Jelse - Tailândia - Direk Sirisamphan - Taiwan - Pin-Chao Kuo - Trindade e Tobago - Ian Commissiong - Turquia - Karahan Çantay - Ucrânia - Nickolay Bezrodny - Venezuela - Gregorio Ojeda |

## Histórico

### Estatísticas
Candidatos por continente:
- Europa: 24. (Cerca de 48% do total de candidatos)
- Américas: 13. (Cerca de 26% do total de candidatos)
- Ásia: 9. (Cerca de 18% do total de candidatos)
- África: 3. (Cerca de 6% do total de candidatos)
- Oceania: 1. (Cerca de 2% do total de candidatos)

### Candidatos em outros concursos
Manhunt Internacional
- 1995:  Malásia - Low Dai Wen
  - (Representando a Malásia em Singapura)